# Teleconvertor

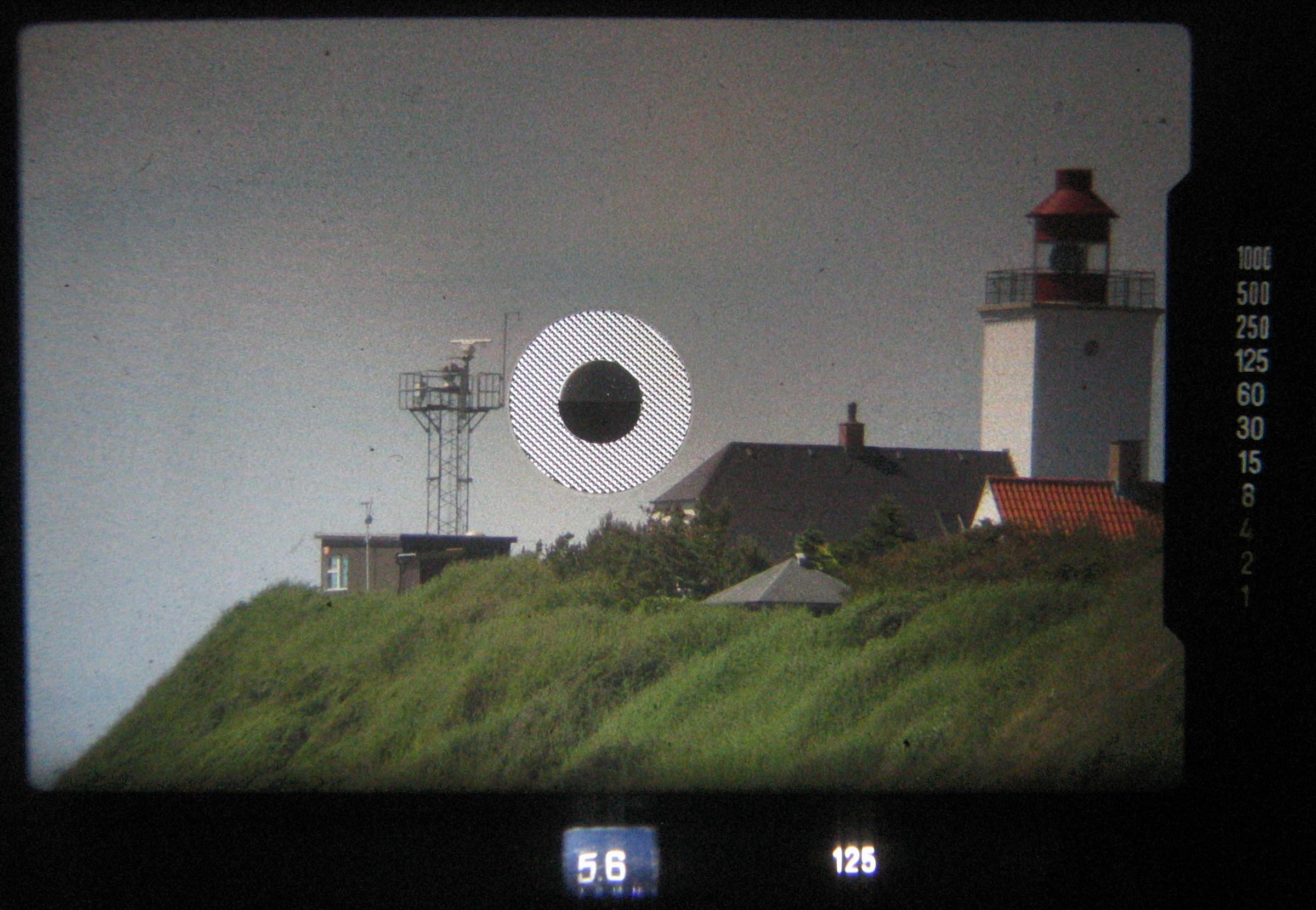
Imagine mărită de două ori cu ajutorul unui teleconvertor

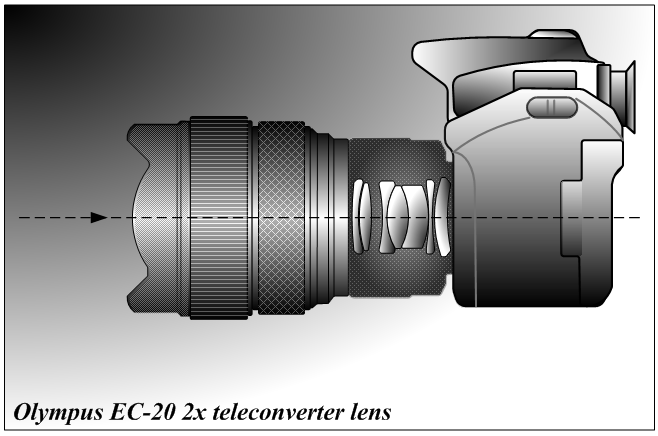
Teleconvertor Olympus EC-20 2x atasat la o camera digitala.

Teleconvertorul este un sistem optic de lentile pus între obiectiv și aparatul de fotografiat, care mărește distanța focală și micșorează unghiul de deschidere. Reprezintă o alternativă ieftină pentru un teleobiectiv, dar scade calitatea imaginii originale.

## Funcție
Un grup teleconvertor-obiectiv funcționează în mod similar unui teleobiectiv. Acesta constă dintr-un grup de lentile, care acționează împreună ca un singur obiectiv divergent. Locul de amplasare a unui teleconvertor este de așa natură că imaginea produsă de obiectiv se află în spatele teleconvertorului la o distanță mai mică decât lungimea focală. Această imagine este un obiect virtual format de teleconvertor, care este apoi concentrat mai departe și, astfel, extins. De exemplu, atunci când un obiectiv unic negativ este plasat astfel încât imaginea formata de el se află la jumătatea distanței dintre obiectiv și punctul focal al obiectivului, teleconvertorul mută imaginea în punctul focal, dublând distanța focală a obiectivului și acționând ca un teleconvertor × 2. Atunci când este dotat cu lentile de diametru mai mic, poate reduce diafragma suficient de mult pentru ca sistemul de autofocus al aparatului de fotografiat să nu mai lucreze. În funcție de sistemul camerei foto, diafragma poate varia de la 5,6 la f / 8.
Teleconvertoarele dedicate pot fi utilizate doar la un număr limitat de obiective, de obicei lentile telefoto făcute de către același producător, sau de către un terț la un standard similar.
Folosirea un teleconvertor cu un obiectiv existent este  mai ieftină decât achiziționarea separată a unui obiectiv cu focala diferită, dar teleconvertorul acționează ca o lupă pentru imagine, mărind totodată orice aberații.

## Convertor teleside
Un alt tip de teleconvertor, numit convertor teleside, poate fi montat pe partea din față a obiectivului aparatului foto,,mai degrabă decât între obiectivul primar și corpul aparatului foto. Convertoarele teleside sunt populare în rândul utilizatorilor de camere video și camere bridge cu lentile fixe, deoarece corespund singurei modalități de a adăuga mai multe elemente optice la o astfel de cameră. Ele sunt de obicei lentile care nu reduc luminozitatea imaginii, dar vor adăuga aberații la imagine, indiferent de calitatea obiectivului principal.